# Mistrzostwa świata do lat 18 w hokeju na lodzie mężczyzn 2018/III Dywizja
Mistrzostwa Świata do lat 18 w Hokeju na Lodzie Mężczyzn III Dywizji 2018 odbyły się w dwóch państwach: w tureckim Erzurum oraz w nowozelandzkim Queenstown. Zawody rozegrano:
- dla grupy A: 21 marca–1 kwietnia 2018
- dla grupy B: 26–28 kwietnia 2018.

W mistrzostwach drugiej dywizji uczestniczyło 9 zespołów, które zostały podzielone na dwie grupy – w grupie A 6 zespołów, w grupie B trzy ekipy. Rozegrały one mecze systemem każdy z każdym. Zwycięzca turnieju grupy A awansował do mistrzostw świata II dywizji gr. B w 2019 roku, ostatni zespół grupy A spadł do grupy B, zastępując zwycięzcę turnieju grupy B.
Hale, w których rozgrywano spotkania:
- GSIM Ice Arena (Erzurum)
- Queenstown Ice Arena (Queenstown)

## Grupa A
Wyniki

Godziny podane w czasach lokalnych (UTC+03:00)
| 26 marca 2018 | Chińskie Tajpej | 1:19 | Belgia | GSIM Ice Arena, Erzurum |

| Szczegóły      | Szczegóły             | Szczegóły       | Szczegóły | Szczegóły                                                                                        |
| -------------- | --------------------- | --------------- | --- | ------------------------------------------------------------------------------------------------ |
| Godzina: 13:00 | Chuang H-y (EQ) 38:03 | (0:4, 1:7, 0:8) | 01:34 (PP) B. Laeremans 05:07 (EQ) J. Versin 13:55 (SH) B. Laeremans 19:25 (EQ) A. Klijsen 25:32 (EQ) L. Cuylaerts 27:29 (EQ) C. Piccart 29:35 (EQ) E. Daems 30:40 (EQ) J. de Ceuster 34:44 (EQ) G. Balhan 38:20 (EQ) B. Coolen 39:27 (EQ) J. Versin 43:35 (EQ) S. Emonts-Pohl 46:30 (EQ) A. Vervoort 49:02 (EQ) G. Balhan 54:56 (EQ) B. Coolen 55:43 (EQ) A. Vervoort 56:03 (EQ) N. Compere 57:37 (EQ) K. Vangenechten 58:54 (EQ) G. Balhan | Widzów: 100 Sędzia główny: Anton Hładczenko Sędziowie liniowi: Ferhat Dogus Aygun Lasse Dahlerup |
| Godzina: 13:00 | 6 min. kar            |                 | 10 min. kar | Widzów: 100 Sędzia główny: Anton Hładczenko Sędziowie liniowi: Ferhat Dogus Aygun Lasse Dahlerup |

| 26 marca 2018 | Meksyk | 4:2 | Bułgaria | GSIM Ice Arena, Erzurum |

| Szczegóły      | Szczegóły                                                                          | Szczegóły       | Szczegóły                                      | Szczegóły                                                                                    |
| -------------- | ---------------------------------------------------------------------------------- | --------------- | ---------------------------------------------- | -------------------------------------------------------------------------------------------- |
| Godzina: 16:30 | R. Diaz (EQ) 15:48 G. Hagerman (PP) 30:05 L. Cruz (EQ) 41:39 B. Linares (EQ) 45:10 | (1:2, 1:0, 2:0) | 08:59 (PP) M. Wasilijew 18:54 (EQ) K. Ragiełow | Widzów: 124 Sędzia główny: Dmitrij Trofimow Sędziowie liniowi: Murat Aygun Clement Goncalves |
| Godzina: 16:30 | 16 min. kar                                                                        |                 | 10 min. kar                                    | Widzów: 124 Sędzia główny: Dmitrij Trofimow Sędziowie liniowi: Murat Aygun Clement Goncalves |

| 26 marca 2018 | Izrael | 2:0 | Turcja | GSIM Ice Arena, Erzurum |

| Szczegóły      | Szczegóły                                 | Szczegóły       | Szczegóły   | Szczegóły                                                                                 |
| -------------- | ----------------------------------------- | --------------- | ----------- | ----------------------------------------------------------------------------------------- |
| Godzina: 20:00 | B. Dvorkin (EQ) 38:27 G. Tamir (EQ) 40:16 | (0:0, 1:0, 1:0) |             | Widzów: 1500 Sędzia główny: Adrien Ernecq Sędziowie liniowi: Liu Ren Jauhenij Parfienieka |
| Godzina: 20:00 | 18 min. kar                               |                 | 20 min. kar | Widzów: 1500 Sędzia główny: Adrien Ernecq Sędziowie liniowi: Liu Ren Jauhenij Parfienieka |

| 27 marca 2018 | Belgia | 6:3 | Bułgaria | GSIM Ice Arena, Erzurum |

| Szczegóły      | Szczegóły | Szczegóły       | Szczegóły                                                           | Szczegóły                                                                            |
| -------------- | --- | --------------- | ------------------------------------------------------------------- | ------------------------------------------------------------------------------------ |
| Godzina: 13:00 | A. Vervoort (EQ) 26:17 B. Coolen (EQ) 36:59 N. Compere (EQ) 54:18 N. Compere (EQ) 56:03 J. de Ceuster (EQ) 59:37 J. Versin (EQ) 59:56 | (0:1, 2:0, 4:2) | 17:07 (PP) A. Dżorow 48:10 (EQ) K. Ragiełow 51:16 (EQ) M. Wasilijew | Widzów: 130 Sędzia główny: Tom Pering Sędziowie liniowi: Yahya Al Jneibi Murat Aygun |
| Godzina: 13:00 | 12 min. kar |                 | 10 min. kar                                                         | Widzów: 130 Sędzia główny: Tom Pering Sędziowie liniowi: Yahya Al Jneibi Murat Aygun |

| 27 marca 2018 | Izrael | 5:4 pd. | Chińskie Tajpej | GSIM Ice Arena, Erzurum |

| Szczegóły      | Szczegóły                                                                                                  | Szczegóły            | Szczegóły                                                                        | Szczegóły                                                                                           |
| -------------- | --- | -------------------- | -------------------------------------------------------------------------------- | --------------------------------------------------------------------------------------------------- |
| Godzina: 16:30 | Y. Halpert (EQ) 02:54 Y. Halpert (EQ) 22:24 C. Zadik (EQ) 23:39 I. Mostovoy (PP) 31:17 G. Tamir (EQ) 63:08 | (1:1, 3:2, 0:1, 1:0) | 07:18 (PP) Chou H. 29:14 (EQ) Lin Y-y 35:01 (PP) Chung P-h 41:56 (EQ) Chuang H-y | Widzów: 182 Sędzia główny: Dmitrij Trofimow Sędziowie liniowi: Ferhat Dogus Aygun Clement Goncalves |
| Godzina: 16:30 | 31 min. kar                                                                                                |                      | 10 min. kar                                                                      | Widzów: 182 Sędzia główny: Dmitrij Trofimow Sędziowie liniowi: Ferhat Dogus Aygun Clement Goncalves |

| 27 marca 2018 | Turcja | 3:1 | Meksyk | GSIM Ice Arena, Erzurum |

| Szczegóły      | Szczegóły                                                       | Szczegóły       | Szczegóły          | Szczegóły                                                                                           |
| -------------- | --------------------------------------------------------------- | --------------- | ------------------ | --------------------------------------------------------------------------------------------------- |
| Godzina: 20:00 | F. Afsin (PP) 25:02 E. Kahraman (PP) 39:18 O. Gungor (EQ) 59:53 | (0:1, 2:0, 1:0) | 17:11 (EQ) R. Diaz | Widzów: 1630 Sędzia główny: Anton Hładczenko Sędziowie liniowi: Lasse Dahlerup Jauhenij Parfienieka |
| Godzina: 20:00 | 10 min. kar                                                     |                 | 36 min. kar        | Widzów: 1630 Sędzia główny: Anton Hładczenko Sędziowie liniowi: Lasse Dahlerup Jauhenij Parfienieka |

| 29 marca 2018 | Izrael | 3:4 pd. | Meksyk | GSIM Ice Arena, Erzurum |

| Szczegóły      | Szczegóły                                                          | Szczegóły            | Szczegóły                                                                   | Szczegóły                                                                    |
| -------------- | ------------------------------------------------------------------ | -------------------- | --------------------------------------------------------------------------- | ---------------------------------------------------------------------------- |
| Godzina: 13:00 | Y. Halpert (EQ) 05:03 Y. Halpert (EQ) 23:01 I. Mostovoy (EQ) 35:47 | (1:1, 2:1, 0:1, 0:1) | 00:50 (PP) L. Cruz 25:06 (EQ) L. Cruz 59:10 (EQ) L. Cruz 60:17 (EQ) L. Cruz | Widzów: 175 Sędzia główny: Tom Pering Sędziowie liniowi: Murat Aygun Liu Ren |
| Godzina: 13:00 | 37 min. kar                                                        |                      | 14 min. kar                                                                 | Widzów: 175 Sędzia główny: Tom Pering Sędziowie liniowi: Murat Aygun Liu Ren |

| 29 marca 2018 | Chińskie Tajpej | 7:6 pd. | Bułgaria | GSIM Ice Arena, Erzurum |

| Szczegóły      | Szczegóły | Szczegóły            | Szczegóły | Szczegóły                                                                                           |
| -------------- | --- | -------------------- | --- | --------------------------------------------------------------------------------------------------- |
| Godzina: 16:30 | Hsu Y-h (EQ) 12:20 Chung P-h (EQ) 13:21 Chung P-h (PP) 14:32 Yen D-w (EQ) 32:03 Chung P-h (EQ) 37:53 Lu C-y (EQ) 49:39 Hsu Y-h (EQ) 62:46 | (3:2, 2:1, 1:3, 1:0) | 03:03 (SH) M. Wasilijew 19:51 (EQ) M. Atanasow 39:05 (PP) K. Ragiełow 47:22 (EQ) M. Wasilijew 47:29 (EQ) T. Abdi 54:03 (EQ) M. Wasilijew | Widzów: 160 Sędzia główny: Adrien Ernecq Sędziowie liniowi: Ferhat Dogus Aygun Jauhenij Parfienieka |
| Godzina: 16:30 | 10 min. kar |                      | 35 min. kar | Widzów: 160 Sędzia główny: Adrien Ernecq Sędziowie liniowi: Ferhat Dogus Aygun Jauhenij Parfienieka |

| 29 marca 2018 | Belgia | 6:0 | Turcja | GSIM Ice Arena, Erzurum |

| Szczegóły      | Szczegóły | Szczegóły       | Szczegóły   | Szczegóły                                                                                      |
| -------------- | --- | --------------- | ----------- | ---------------------------------------------------------------------------------------------- |
| Godzina: 20:00 | K. Vangenechten (EQ) 06:23 S. Emonts-Pohl (EQ) 21:31 A. Klijsen (EQ) 29:51 J. de Ceuster (PP) 34:42 B. Laeremans (EQ) 41:35 W. Moons (SH) 48:08 | (1:0, 3:0, 2:0) |             | Widzów: 1420 Sędzia główny: Dmitrij Trofimow Sędziowie liniowi: Yahya Al Jneibi Lasse Dahlerup |
| Godzina: 20:00 | 32 min. kar |                 | 14 min. kar | Widzów: 1420 Sędzia główny: Dmitrij Trofimow Sędziowie liniowi: Yahya Al Jneibi Lasse Dahlerup |

| 30 marca 2018 | Bułgaria | 3:1 | Izrael | GSIM Ice Arena, Erzurum |

| Szczegóły      | Szczegóły                                                        | Szczegóły       | Szczegóły            | Szczegóły                                                                                         |
| -------------- | ---------------------------------------------------------------- | --------------- | -------------------- | ------------------------------------------------------------------------------------------------- |
| Godzina: 13:00 | T. Abdi (PP) 31:57 K. Ragiełow (PP) 38:10 M. Atanasow (EQ) 54:41 | (0:0, 2:1, 1:0) | 24:18 (PP2) C. Zadik | Widzów: 148 Sędzia główny: Anton Hładczenko Sędziowie liniowi: Yahya Al Jneibi Ferhat Dogus Aygun |
| Godzina: 13:00 | 32 min. kar                                                      |                 | 14 min. kar          | Widzów: 148 Sędzia główny: Anton Hładczenko Sędziowie liniowi: Yahya Al Jneibi Ferhat Dogus Aygun |

| 30 marca 2018 | Meksyk | 3:2 | Belgia | GSIM Ice Arena, Erzurum |

| Szczegóły      | Szczegóły                                                  | Szczegóły       | Szczegóły                                 | Szczegóły                                                                                    |
| -------------- | ---------------------------------------------------------- | --------------- | ----------------------------------------- | -------------------------------------------------------------------------------------------- |
| Godzina: 16:30 | A. Apud (PP2) 05:30 J. Ortiz (PP) 27:16 L. Cruz (EQ) 58:47 | (1:0, 1:1, 1:1) | 28:41 (EQ) J. Versin 48:45 (PP) B. Coolen | Widzów: 275 Sędzia główny: Adrien Ernecq Sędziowie liniowi: Murat Aygun Jauhenij Parfienieka |
| Godzina: 16:30 | 10 min. kar                                                |                 | 14 min. kar                               | Widzów: 275 Sędzia główny: Adrien Ernecq Sędziowie liniowi: Murat Aygun Jauhenij Parfienieka |

| 30 marca 2018 | Turcja | 7:2 | Chińskie Tajpej | GSIM Ice Arena, Erzurum |

| Szczegóły      | Szczegóły | Szczegóły       | Szczegóły                              | Szczegóły                                                                           |
| -------------- | --- | --------------- | -------------------------------------- | ----------------------------------------------------------------------------------- |
| Godzina: 20:00 | A. Ozbil (PP) 05:23 E. Elakas (PP) 30:02 I. Gokcen (EQ) 35:15 M. Turan (PP) 50:02 B. Ozgun (PP) 52:53 S. Demirezen (EQ) 54:15 M. Turan (PP) 58:17 | (1:0, 2:1, 4:1) | 21:45 (EQ) Lu C-y 44:43 (EQ) Chung P-h | Widzów: 1900 Sędzia główny: Tom Pering Sędziowie liniowi: Clement Goncalves Liu Ren |
| Godzina: 20:00 | 14 min. kar |                 | 22 min. kar                            | Widzów: 1900 Sędzia główny: Tom Pering Sędziowie liniowi: Clement Goncalves Liu Ren |

| 1 kwietnia 2018 | Chińskie Tajpej | 2:5 | Meksyk | GSIM Ice Arena, Erzurum |

| Szczegóły      | Szczegóły                             | Szczegóły       | Szczegóły                                                                                             | Szczegóły                                                                                 |
| -------------- | ------------------------------------- | --------------- | --- | ----------------------------------------------------------------------------------------- |
| Godzina: 13:00 | Lin Y-y (EQ) 49:17 Hsu Y-h (EQ) 56:26 | (0:2, 0:3, 2:0) | 14:51 (EQ) F. Olvera 15:32 (EQ) F. Olvera 20:31 (EQ) L. Cruz 23:09 (PP) B. Linares 25:53 (EQ) L. Cruz | Widzów: 140 Sędzia główny: Dmitrij Trofimow Sędziowie liniowi: Murat Aygun Lasse Dahlerup |
| Godzina: 13:00 | 14 min. kar                           |                 | 12 min. kar                                                                                           | Widzów: 140 Sędzia główny: Dmitrij Trofimow Sędziowie liniowi: Murat Aygun Lasse Dahlerup |

| 1 kwietnia 2018 | Belgia | 2:1 | Izrael | GSIM Ice Arena, Erzurum |

| Szczegóły      | Szczegóły                                  | Szczegóły       | Szczegóły             | Szczegóły                                                                           |
| -------------- | ------------------------------------------ | --------------- | --------------------- | ----------------------------------------------------------------------------------- |
| Godzina: 16:30 | A. Klijsen (EQ) 11:48 B. Coolen (EQ) 55:46 | (1:1, 0:0, 1:0) | 09:54 (EQ) Y. Halpert | Widzów: 350 Sędzia główny: Adrien Ernecq Sędziowie liniowi: Yahya Al Jneibi Liu Ren |
| Godzina: 16:30 | 22 min. kar                                |                 | 12 min. kar           | Widzów: 350 Sędzia główny: Adrien Ernecq Sędziowie liniowi: Yahya Al Jneibi Liu Ren |

| 1 kwietnia 2018 | Bułgaria | 3:1 | Turcja | GSIM Ice Arena, Erzurum |

| Szczegóły      | Szczegóły                                                          | Szczegóły       | Szczegóły               | Szczegóły                                                                                              |
| -------------- | ------------------------------------------------------------------ | --------------- | ----------------------- | --- |
| Godzina: 20:00 | K. Ragiełow (EQ) 12:25 S. Cicelkow (EQ) 45:41 I. Iwanow (EQ) 59:07 | (1:0, 0:0, 2:1) | 51:01 (EQ) S. Demirezen | Widzów: 1900 Sędzia główny: Anton Hładczenko Sędziowie liniowi: Clement Goncalves Jauhenij Parfienieka |
| Godzina: 20:00 | 16 min. kar                                                        |                 | 12 min. kar             | Widzów: 1900 Sędzia główny: Anton Hładczenko Sędziowie liniowi: Clement Goncalves Jauhenij Parfienieka |

Tabela
| Lp | Zespół          | M | Pkt | Z | Zd | Pd | P | G+ | G- | +/- |
| -- | --------------- | - | --- | - | -- | -- | - | -- | -- | --- |
| 1. | Belgia          | 5 | 12  | 4 | 0  | 0  | 1 | 35 | 8  | +27 |
| 2. | Meksyk          | 5 | 11  | 3 | 1  | 0  | 1 | 17 | 12 | +5  |
| 3. | Bułgaria        | 5 | 7   | 2 | 0  | 1  | 2 | 17 | 19 | -2  |
| 4. | Izrael          | 5 | 6   | 1 | 1  | 1  | 2 | 12 | 13 | -1  |
| 5. | Turcja          | 5 | 6   | 2 | 0  | 0  | 3 | 11 | 14 | -3  |
| 6. | Chińskie Tajpej | 5 | 3   | 0 | 1  | 1  | 3 | 16 | 42 | -26 |

      = awans do II dywizji, grupy B       = pozostanie w III dywizji, grupy A       = spadek do III dywizji, grupy B
Statystyki indywidualne
- Klasyfikacja strzelców:  Luis Cruz
- Klasyfikacja asystentów:  Gonzalo Hagerman
- Klasyfikacja kanadyjska:  Luis Cruz
- Klasyfikacja +/-:  Kevin Vangenechten
- Klasyfikacja skuteczności interwencji bramkarzy:  Yehonatan Reisinger
- Klasyfikacja średniej goli straconych na mecz bramkarzy:  Arne Waumans

Nagrody indywidualne
Dyrektoriat turnieju wybrał trójkę najlepszych zawodników na każdej pozycji:
- Bramkarz:  Muhammet Mutanoglu
- Obrońca:  Gonzalo Hagerman
- Napastnik:  Ben Coolen

## Grupa B
Wyniki

Godziny podane w czasach lokalnych (UTC+12:00)
| 26 kwietnia 2018 | Południowa Afryka | 1:4 | Nowa Zelandia | Queenstown Ice Arena, Queenstown |

| Szczegóły      | Szczegóły               | Szczegóły       | Szczegóły                                                                          | Szczegóły                                                                                          |
| -------------- | ----------------------- | --------------- | ---------------------------------------------------------------------------------- | -------------------------------------------------------------------------------------------------- |
| Godzina: 20:00 | D. Schuurman (PP) 06:54 | (1:1, 0:2, 0:1) | 10:52 (PP) H. Mills 22:47 (PP) M. Graham 37:45 (PP) J. Flight 42:19 (EQ) L. Butler | Widzów: 325 Sędzia główny: Hub van Grinsven Junior Sędziowie liniowi: Fraser Ohlson Naoki Sawayama |
| Godzina: 20:00 | 26 min. kar             |                 | 16 min. kar                                                                        | Widzów: 325 Sędzia główny: Hub van Grinsven Junior Sędziowie liniowi: Fraser Ohlson Naoki Sawayama |

| 27 kwietnia 2018 | Hongkong | 4:2 | Południowa Afryka | Queenstown Ice Arena, Queenstown |

| Szczegóły      | Szczegóły                                                                                | Szczegóły       | Szczegóły                                    | Szczegóły                                                                                           |
| -------------- | ---------------------------------------------------------------------------------------- | --------------- | -------------------------------------------- | --------------------------------------------------------------------------------------------------- |
| Godzina: 20:00 | Shum M. L. H. (EQ) 12:54 Li V. (EQ) 44:14 Shum M. L. H. (EQ) 45:07 Ngan C. L. (EQ) 53:10 | (1:2, 0:0, 3:0) | R. Venter (EQ) 03:45 D. Schuurman (EQ) 07:25 | Widzów: 168 Sędzia główny: Hub van Grinsven Junior Sędziowie liniowi: Tyler Haslemore Fraser Ohlson |
| Godzina: 20:00 | 8 min. kar                                                                               |                 | 8 min. kar                                   | Widzów: 168 Sędzia główny: Hub van Grinsven Junior Sędziowie liniowi: Tyler Haslemore Fraser Ohlson |

| 28 kwietnia 2018 | Nowa Zelandia | 8:5 | Hongkong | Queenstown Ice Arena, Queenstown |

| Szczegóły      | Szczegóły | Szczegóły       | Szczegóły | Szczegóły                                                                                          |
| -------------- | --- | --------------- | --- | -------------------------------------------------------------------------------------------------- |
| Godzina: 20:00 | C. Regan (SH) 09:47 B. Miller (PP) 18:16 M. Rees (EQ) 27:22 J. Hurley (EQ) 28:01 C. Regan (EQ) 37:15 J. Robbie (SH) 39:21 C. Regan (EQ) 45:28 L. Butler (EQ) 52:34 | (2:1, 4:1, 2:3) | 01:19 (EQ) Ngan C. L. 28:17 (EQ) Shum M. L. H. 40:32 (PP) Chu R. C. H. 48:27 (PS) Ngan C. L. 53:56 (EQ) Chang H. K. M. | Widzów: 575 Sędzia główny: Hub van Grinsven Junior Sędziowie liniowi: Fraser Ohlson Naoki Sawayama |
| Godzina: 20:00 | 8 min. kar |                 | 8 min. kar | Widzów: 575 Sędzia główny: Hub van Grinsven Junior Sędziowie liniowi: Fraser Ohlson Naoki Sawayama |

Tabela
| Lp | Zespół            | M | Pkt | Z | Zd | Pd | P | G+ | G- | +/- |
| -- | ----------------- | - | --- | - | -- | -- | - | -- | -- | --- |
| 1. | Nowa Zelandia     | 2 | 6   | 2 | 0  | 0  | 0 | 12 | 6  | +6  |
| 2. | Hongkong          | 2 | 3   | 1 | 0  | 0  | 1 | 9  | 10 | -1  |
| 3. | Południowa Afryka | 2 | 0   | 0 | 0  | 0  | 2 | 3  | 8  | -5  |

      = awans do III dywizji, grupy A